# Taponac e Florinhac
Taponac e Florinhac (en francès Taponnat-Fleurignac) és un municipi francès situat al departament del Charente i a la regió de la Nova Aquitània. L'any 2007 tenia 1.427 habitants.

## Demografia

### Població
El 2007 la població de fet de Taponnat-Fleurignac era de 1.427 persones. Hi havia 556 famílies de les quals 106 eren unipersonals (59 homes vivint sols i 47 dones vivint soles), 204 parelles sense fills, 219 parelles amb fills i 27 famílies monoparentals amb fills.
La població ha evolucionat segons el següent gràfic:
Habitants censats

### Habitatges
El 2007 hi havia 611 habitatges, 572 eren l'habitatge principal de la família, 9 eren segones residències i 31 estaven desocupats. 596 eren cases i 13 eren apartaments. Dels 572 habitatges principals, 451 estaven ocupats pels seus propietaris, 115 estaven llogats i ocupats pels llogaters i 5 estaven cedits a títol gratuït; 1 tenia una cambra, 23 en tenien dues, 68 en tenien tres, 221 en tenien quatre i 259 en tenien cinc o més. 423 habitatges disposaven pel capbaix d'una plaça de pàrquing. A 227 habitatges hi havia un automòbil i a 312 n'hi havia dos o més.

### Piràmide de població
La piràmide de població per edats i sexe el 2009 era:
| Homes | Edats   | Dones |
| ----- | ------- | ----- |
| 0     | 95 o +  | 0     |
| 4     | 90 a 94 | 0     |
| 0     | 85 a 89 | 12    |
| 0     | 80 a 84 | 12    |
| 16    | 75 a 79 | 8     |
| 24    | 70 a 74 | 32    |
| 40    | 65 a 69 | 36    |
| 36    | 60 a 64 | 28    |
| 24    | 55 a 59 | 44    |
| 52    | 50 a 54 | 28    |
| 68    | 45 a 49 | 48    |
| 40    | 40 a 44 | 52    |
| 28    | 35 a 39 | 40    |
| 64    | 30 a 34 | 40    |
| 48    | 25 a 29 | 44    |
| 32    | 20 a 24 | 12    |
| 36    | 15 a 19 | 52    |
| 32    | 10 a 14 | 24    |
| 52    | 5 a 9   | 28    |
| 32    | 0 a 4   | 40    |

## Economia
El 2007 la població en edat de treballar era de 929 persones, 665 eren actives i 264 eren inactives. De les 665 persones actives 611 estaven ocupades (334 homes i 277 dones) i 55 estaven aturades (21 homes i 34 dones). De les 264 persones inactives 106 estaven jubilades, 70 estaven estudiant i 88 estaven classificades com a «altres inactius».

### Ingressos
El 2009 a Taponnat-Fleurignac hi havia 590 unitats fiscals que integraven 1.508 persones, la mediana anual d'ingressos fiscals per persona era de 17.107 €.

### Activitats econòmiques
Dels 31 establiments que hi havia el 2007, 1 era d'una empresa alimentària, 3 d'empreses de fabricació d'altres productes industrials, 13 d'empreses de construcció, 5 d'empreses de comerç i reparació d'automòbils, 2 d'empreses de transport, 1 d'una empresa d'hostatgeria i restauració, 2 d'empreses immobiliàries, 1 d'una empresa de serveis, 1 d'una entitat de l'administració pública i 2 d'empreses classificades com a «altres activitats de serveis».
Dels 13 establiments de servei als particulars que hi havia el 2009, 2 eren tallers de reparació d'automòbils i de material agrícola, 3 paletes, 2 guixaires pintors, 1 fusteria, 3 lampisteries, 1 electricista i 1 restaurant.
L'únic establiment comercial que hi havia el 2009 era una fleca.
L'any 2000 a Taponnat-Fleurignac hi havia 39 explotacions agrícoles que ocupaven un total de 1.232 hectàrees.

## Equipaments sanitaris i escolars
El 2009 hi havia una escola elemental.

## Poblacions més properes
El següent diagrama mostra les poblacions més properes.